# 利津县县城社区
利津县县城社区，是中华人民共和国山東省东营市利津县下辖的一个类似乡级单位。

## 行政区划
下辖以下地区：
大桥社区、凤凰社区、开发区社区、北园社区和津苑社区。